# 野田努
野田 努（のだ つとむ、1963年7月 - ）は日本の音楽ライター、編集者。特にテクノの分野での活動で知られる。静岡県静岡市出身。

## 経歴
同郷ということで学生時代から石野卓球らと交流があり、弟が人生に「くちづけ」の芸名で参加していた。
かつてはマッチ売りの少年というバンドでボーカルを務めていたこともある。
テクノミュージックに古くから関わっていた。NTTでのティモシー・リアリーのイベント主催などマルチな方面で活躍する。1990年半ばなると、日本でテクノミュージックが一気に流行していき、その活動の幅も大きく広がった。また日本のテクノレーベルの草分け的存在であるフロッグマンレコーズの設立初期メンバーにもその名を連ねている（方向性の違いで脱退）。
1995年には日本初のテクノの専門誌『ele-king』を出版。当初はテクノを中心としたエレクトロニック・ミュージックを掲載していたが、途中からDJシャドウ、DJクラッシュ、フィッシュマンズ、トリッキーなど幅広いミュージシャンを取り扱うようになる。『ele-king』が2000年に廃刊になった後はクラブミュージックを扱う雑誌『remix』のスーパーバイザー、後に編集長に就任している。
2010年に『ele-king』を復刊させ、WEB版の編集長をつとめ、季刊誌となった紙版の編集を三田格や松村正人らと手がける。
アンダーグラウンド・レジスタンスなどの海外のミュージシャンと親交がある。デリック・メイの1995年のアルバム「イノベイター」は野田の企画により当初日本でのみ発売された。

## 著書

### 単著
- 『ブラック・マシン・ミュージック』（河出書房新社、2001年、増補新版2017年）
- 『ジャンク・ファンク・パンク』（河出書房新社、2003年）
- 『ロッカーズ ノー クラッカーズ』（河出書房新社、2004年）
- 『もしもパンクがなかったら』（メディア総合研究所、2010年）

### 共編著
- 『電気グルーヴ 俺のカラダの筋肉はどれをとっても機械だぜ』（宝島編集部と共編著、宝島社、1992年）
- 『クラブ・ミュージックの文化誌』（宝島編集部と共編著、宝島社、1993年）
- 『テクノボン』（石野卓球と共著、宝島社、1994年）
- 『NO!!WAR』（三田格・水越真紀・吉住唯・工藤キキと共著、河出書房新社、2003年）
- 『エレクトロショック』（監修、ロラン・ガルニエ&ダヴィッド・ブラン=ランベール著、アレックス・プラット訳、河出書房新社、2006年）
- 『ゼロ年代の音楽 壊れた十年』（三田格・松村正人・磯部涼・二木信と共著、河出書房新社、2010年）
- 『ゼロ年代の音楽 ビッチフォーク編』（三田格と共編著、河出書房新社、2011年）
- 『TECHNO definitive』（三田格と共編著、Pヴァイン〈ele-king books〉、2012年、増補改造版2017年）
- 『90年代ディスクガイド 邦楽編』（松村正人と監修、Pヴァイン〈ele-king books〉、2021年）

## 出演
- ラジオ・チョモランマ (InterFM) 田中宗一郎・野田努